# جبل باتو
جبل باتو هو أحد أعلى جبال بالي في إثيوبيا، وكذلك في منطقة أوروميا. وهو جزء من منتزه بالي الوطني، ويقع عند إحداثيات 06°40′N 39°25′E، يبلغ ارتفاع الجبل 4307 مترًا. ويتكون من قمتين، تينيش باتو ("باتو الصغرى")، وهي في الواقع أعلى من تيليك باتو ("باتو الكبرى") إلى الجنوب. يفسر بول هينز سبب هذه الأسماء الخادعة، حيث أفاد أنه عند رؤيتهما، "بدا أن القمة خلف تينيش باتو كانت أعلى بالتأكيد".
كان أول أوروبي يتسلق جبل باتو هو البروفيسور الفنلندي هيلمر سميدز، الذي حقق هذا الإنجاز في عام 1958